# Коваленко Віктор Володимирович
Віктор Володимирович Коваленко  (нар. 5 серпня 1950, Дніпропетровськ) — український радянський яхтсмен та тренер, пізніше український та австралійський тренер із вітрильного спорту. На пострадянському просторі Віктора Коваленка називають «Кремінь», а в англомовних країнах — «medal-maker» (людина, яка робить медалі), оскільки лише у складі збірної Австралії, за підрахунками Російської спілки вітрильного спорту, його вихованці здобули на Олімпійських іграх 12 комплектів нагород різного ґатунку.

## Біографія
Віктор Коваленко народився 5 серпня 1950 року в Дніпропетровську. З 12 років він розпочав займатися вітрильним спортом, тренувався у Олександра Шелковникова. Від 1973 року Віктор Коваленко був членом збірної команди СРСР у класах яхт «Летючий голландець» і «Дракон». Разом із Валерієм Майданом у 1974 році Коваленко виграв чемпіонат СРСР у класі яхт «Летючий голландець». Проте вже в цьому році тимчасово припинив виступи у спорті, аби закінчити навчання у Миколаївському педагогічному інституті. Після завершення навчання Віктор Коваленко перейшов у клас яхт «470», в якому став чемпіоном СРСР разом із Михайлом Кудрявцевим. Проте пізніше збірна СРСР, в якій виступав Коваленко, була розформована через бойкот СРСР Олімпійських ігор 1984 року в Лос-Анджелесі, після чого Віктор Коваленко остаточно перейшов на тренерську роботу.

## Тренерська кар'єра
У 1983 році стало відомо, що на Олімпійських іграх 1988 року в програмі змагань з вітрильного спорту вперше будуть змагатися жінки у класі яхт «470». Тренувати жіночу команду доручили ще малодосвідченому тренеру Віктору Коваленку. Хоча в успіх новосформованої команди мало хто вірив, проте у 1988 році команда у складі Лариси Москаленко та Ірини Чуніховської здобула бронзову медаль Олімпійських ігор.
Після розпаду Радянського Союзу Віктор Коваленко став тренером чоловічої та жіночої збірної України з вітрильного спорту в класі яхт «470». Грошей на розвиток вітрильного спорту виділялось дуже мало, тому тренерський штаб збірної вирішив зробити ставку саме на клас «470», для чого в Німеччині закупили дві яхти вартістю по 15 тисяч доларів кожна, та проведено забезпечення підготовки спортсменів. Результатом цілеспрямованої підготовки став виграш золотих медалей у цьому класі чоловічим екіпажем у складі Євгена Браславця та Ігоря Матвієнка, жіночий екіпаж у складі Руслани Таран і Олени Пахольчик здобув бронзові медалі. За цей успіх Віктору Коваленку присвоєно почесне звання Заслуженого тренера України. У 1997 році Віктора Коваленка обрали віцепрезидентом Федерації вітрильного спорту України.
Проте після 1997 року підтримка з боку держави вітрильного спорту значно зменшилась. У цей час Віктор Коваленко отримав пропозицію від федерації вітрильного спорту Австралії з пропозицією очолити збірну країни з вітрильного спорту. Тренер вирішив прийняти цю пропозицію, пізніше він також запросив на роботу до Австралії Євгена Браславця. Незважаючи на переїзд до Австралії, Коваленко обирався віцепрезидентом Федерації вітрильного спорту України на період у 1998—2001 роках, та входив до тренерської ради Федерації вітрильного споту України.
Як головний тренер австралійської збірної Віктор Коваленко дебютував на літніх Олімпійських іграх 2000 року, які проходили в австралійському Сіднеї. На домашніх змаганнях обидва австралійські екіпажі в класі «470» — чоловічий у складі Тома Кінга і Майкла Тернбулла, та жіночий у складі Дженні Армстронг і Белінди Стовелл — здобули золоті медалі. Щоправда, на наступних іграх у 2004 році австралійські вітрильники не зуміли здобути нагород. Але вже на Олімпійських іграх 2008 року знову як чоловічий екіпаж у складі Натана Вілмота і Малкольма Пейджа, так і жіночий екіпаж у складі Ілайз Речічі і Тесси Паркінсон, здобули золоті медалі. На Олімпійських іграх 2012 року золоті медалі здобув чоловічий екіпаж у складі Метью Белчера і Малкольма Пейджа.
Віктор Коваленко вирішив, що Олімпійські ігри 2016 року стануть для нього останніми в кар'єрі. Його підопічні Метью Белчер та Вільям Раян здобули на Олімпіаді в Ріо-де-Жанейро срібні медалі. Таким чином, підопічні Коваленка здобули на Олімпійських іграх 6 золотих, 1 срібну та 2 бронзові нагороди. Після олімпіади 2016 Коваленко розпочав підготовку підопічних до олімпіади в Токіо-2020.
Наразі в різних кутках світу тривають зйомки фільму про Коваленка за однойменною біографічною книгою Роджера Во про нього «Той, що продукує медалі: життя Віктора Коваленка».

## Нагороди і титули
- Заслужений тренер України.
- «Тренер 2008 року» за версією Австралійського інституту спорту[en]
- Орден Австралії (OAM, 2012).[10]

## Родина
Віктор Коваленко одружений, із дружиною познайомився у 1978 році, за професією дружина Коваленка — шкільна вчителька. У подружжя є син, який працює в будівельній фірмі, внук та внучка.

## У культурі
В Австралії у 2017 році видана книга «The Medal Maker: A Biography of Victor Kovalenko», в якій описується біографія українського тренера, який працює в Австралії.
В Україні на 2018—2020 роки заплановано зняти документальний фільм про Віктора Коваленка «Кремінь» за участю кінематографістів Австралії, Китаю та Швейцарії.